# 関東軍
関東軍（かんとうぐん、旧字体：關東軍）は、大日本帝国陸軍の総軍の一つ（1942年（昭和17年）10月1日以前は軍の一つ）。

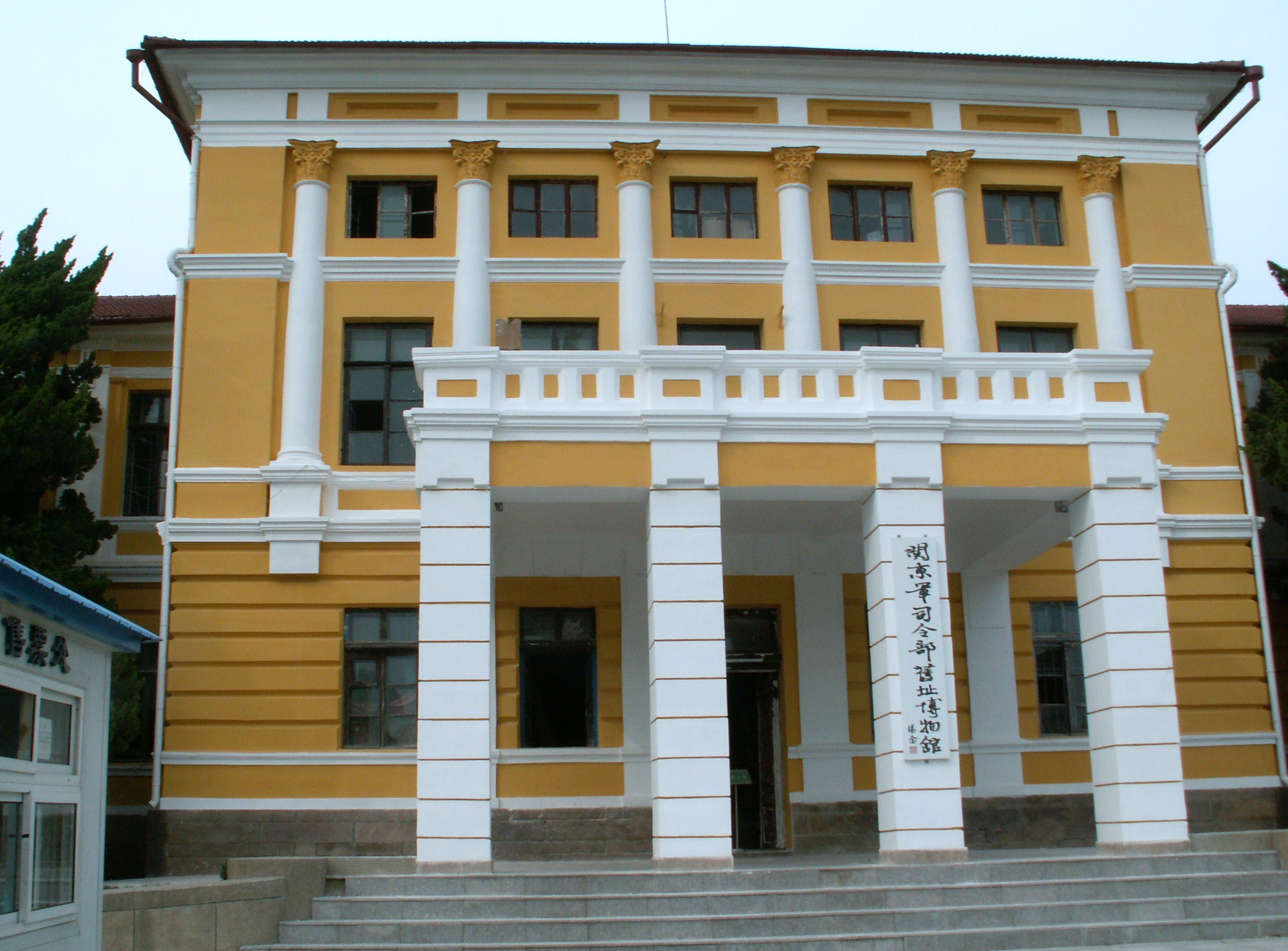
旅順の関東軍司令部跡（現・関東軍旧蹟博物館）

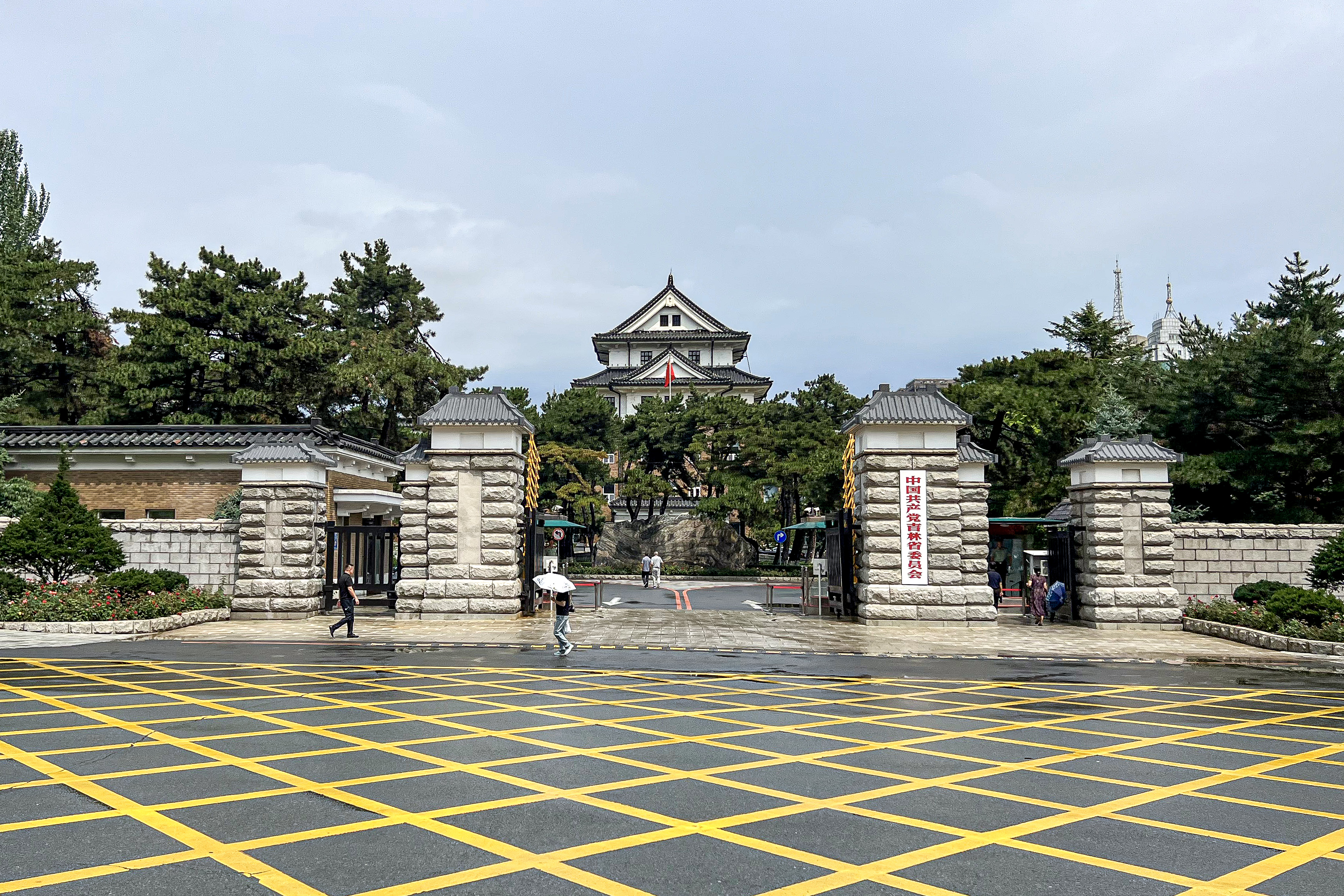
長春の関東軍司令部跡（現・中国共産党吉林省委員会機関）

関東都督府（関東州と南満洲鉄道附属地の行政府）の守備隊が前身。司令部は当初旅順に置かれた。満洲事変を引き起こして満洲国を建国し、日満議定書（1932年9月15日）後は満洲国の首都である新京（現中華人民共和国吉林省長春市）に移転した。
現地の佐官級参謀陣が自らの判断で、政府の不拡大方針を無視して柳条湖事件や張作霖爆殺事件などの謀略事件を強行し、その後の日中戦争や太平洋戦争に至る日本の政治外交過程を大きく揺るがす要因となった。なお、満洲事変は参謀本部や陸軍省といった当時の陸軍中央の国防政策からも逸脱していた上、陸軍大元帥で統帥権を持つ天皇の許可なしに軍事行動をする事は明確な軍規違反であったが、首謀者達は処罰されるどころか出世した。以降、関東軍は規模を拡大させ、1941年（昭和16年）の最大規模時には総員74万人を数えるほどになり、1945年（昭和20年）8月9日のソ連侵攻で壊滅するまで、満洲国の実質的な統治を行った。

## 歴史
日露戦争後にロシア帝国から獲得した租借地、関東州と南満洲鉄道（満鉄）の付属地の守備をしていた関東都督府陸軍部が前身。1919年（大正8年）に関東都督府が関東庁に改組されると同時に、台湾軍や朝鮮軍、支那駐屯軍などと同じ、軍たる関東軍として独立した。司令部は同年4月12日、関東州旅順市初音町に設置され、翌日13日から事務を開始した。当初の編制は独立守備隊6個大隊を隷属し、また日本内地から2年交代で派遣される駐剳1個師団（隷下でなくあくまで指揮下）のみである小規模な軍であった。
1919年4月25日、関東都督府旅順陸軍軍法会議を関東軍旅順陸軍軍法会議に、関東都督府遼陽陸軍軍法会議を関東軍遼陽陸軍軍法会議と改称することを決定し同年5月1日に施行した。同年5月16日、関東軍憲兵隊を配置した。
1928年には、北伐による余波が満洲に及ぶことを恐れた関東軍高級参謀・河本大作陸軍歩兵大佐らが張作霖爆殺事件を起こす。しかし、張作霖の跡を継いだ息子張学良は、国民政府への帰属を表明し（易幟）、工作は裏目となった。そのため1931年、石原莞爾作戦課長らは柳条湖事件を起こして張学良の勢力を満洲から駆逐し、翌1932年、満洲国を建国する。当初、犬養毅首相は満洲国承認を渋るが、海軍青年士官らによる五・一五事件により殺害され、次の斎藤実内閣は日満議定書を締結して満洲国を承認する。その後、関東軍司令官は駐満大使を兼任するとともに、関東軍は満洲国軍と共に満洲国防衛の任に当たり、一連の満蒙国境紛争に当たっては多数の犠牲を払いながら、満洲国の主張する国境線を守備する。関東軍司令部は、1934年に満洲国の首都新京市（満洲国消滅後、旧名の長春に戻る）に移った。
一方で、1917年のロシア革命とその後の混乱に中で建国されたソビエト連邦は、ロシア帝国より弱体化していたが、1930年代中盤頃までに第1次及び第2次五カ年計画を経て急速にその国力を回復させていた。当初日本側は赤軍の実力を過小評価していたが、ソ連は日本を脅威とみなして着実に赤軍の極東軍管区の増強を続けていた。1938年の張鼓峰事件で朝鮮軍隷下の第19師団が初めて赤軍と交戦し、その実力は侮りがたいことを知る。さらに1939年のノモンハン事件では、関東軍自身が交戦するものの大きな損害を被り、日本陸軍内では北進論が弱まる契機となった。なお、ノモンハン事件の引責で植田謙吉司令官、磯谷廉介参謀長ほか多くの将校が更迭または予備役編入されている。
これらの武力衝突により、赤軍の脅威が認識されたことや第二次世界大戦の欧州戦線の推移などにより関東軍は漸次増強され、1936年には、関東軍の編制は4個師団及び独立守備隊5個大隊となっていた。そして、翌1937年の日中戦争勃発後は、続々と中国本土に兵力を投入し、1941年には14個師団にまで増強された。加えて日本陸軍は同年6月に勃発した独ソ戦にあわせて関東軍特種演習（関特演）と称した準戦時動員を行った結果、同年から一時的に関東軍は最大の総員74万人に達し、「精強百万関東軍」、「無敵関東軍」などと謳われた。なお、同年4月には日本とソ連との間で日ソ中立条約が締結されている。
関東軍は対ソ戦備だけでなく、通信傍受や人的諜報（ヒュミント）により、ソ連情報の収集に努めたが、同時にソ連側も二重スパイを含めて日本や満洲国の情報を探ったり、欺瞞情報をつかませたりしていた。
1942年10月1日には部隊編制が従来の軍から総軍へと昇格。関東軍は支那派遣軍や南方軍と同列となり、司令部（関東軍司令部）は総司令部（関東軍総司令部）へ、従来の司令官は総司令官、参謀長は総参謀長、参謀副長は総参謀副長へと改編された。
しかし、太平洋戦争の戦況が悪化した1943年以降、重点は太平洋各島や東南アジア（南方方面）に移ったため、関東軍は戦力を抽出・転用され、兵員は減少を続けた。独ソ戦や日ソ中立条約により、予想された赤軍との戦闘がなかったため、関東軍も進んで南方軍に戦力を提供した。その埋め合わせに1945年になると、在留邦人を対象に約25万人に及ぶ根こそぎ動員を行い、数字上では総員78万人に達したが、その練度・装備・士気などあらゆる点で関特演期よりはるかに劣っており、満洲防衛に必要な戦力量には至っていなかった。
1945年5月のナチス・ドイツ降伏後、赤軍の極東への移動が活発になった。6月4日に前総司令官である梅津美治郎参謀総長は大連に赴き、日ソ開戦時、一部の満洲地域を放棄し、防衛線を段階的に大連 - 新京 - 図們の三角線まで南下させ、持久戦に持ち込む作戦を関東軍に命令した。
同年8月9日、ソ連は日ソ中立条約を一方的に破棄して対日参戦した。満洲に侵攻してきた赤軍に対し、10日大本営は朝鮮防衛と司令部の移転を命令（大本営陸軍命令1378号）した。これに基づいて11日より兵員を通化に移送し始めたが、通化では通信設備が完成していないため総司令部は新京に残ったとする説、実際には総司令部は9日未明には発っていたとする説から14日完全に移転したとする説まで総司令部の通化への移動日については諸説ある。また、結局、通化では通信施設が完成していなかったために前線との連絡すら取れず、結局、新京に戻らざるをえなくなったとされる説や、重要な決定放送が15日にあるので新京に戻れとの電話連絡があったので戻ったとする説がある。この間、関東軍は在留邦人の保護に人員を割くことを殆どしなかったために、葛根廟事件などの民間人が虐殺される事件が発生し、「邦人を見捨て逃げ出した」と後に非難されることとなった。一方で、大連 - 新京防衛ライン（満鉄連京線を指す）では、後方予備として温存していた9個師団を基幹とする第3方面軍が展開して実際に持久戦が企図されていたが、反撃に移るまでに8月15日の玉音放送を迎えた（正式に降伏と停戦の命令が関東軍総司令部に伝えられたのは16日夕方であった）。「徹底抗戦」を主張する参謀もいたが、山田乙三総司令官は、夜10時に停戦を決定し、関東軍の諸部隊は逐次戦闘を停止した。ただし、一部の前線部隊には停戦命令が到達せず、8月末まで戦闘行動を継続した部隊もあった。
同年8月17日、天皇の命を受けた恒徳王が新京に到着。関係部隊の指揮官にポツダム宣言受諾の聖旨を伝達後、奉天、京城をめぐって帰国した。8月22日、新京の関東軍総司令部庁舎にソ連軍が入った。
停戦後、関東軍将兵の多くは、ソ連の捕虜としてシベリアへ抑留され、過酷な強制労働に従事させられ、多数の死者を出すこととなる。総司令官の山田や参謀の瀬島龍三陸軍中佐ら関東軍幹部も、11年間の長期にわたって抑留される。近衛文麿元首相の嫡男で近衛家当主であった近衛文隆陸軍中尉はシベリア抑留中に死亡したため、当主不在となった近衛家は、文麿の外孫である近衛忠煇が継ぐこととなった。また、八路軍の捕虜になった林弥一郎陸軍少佐の第4練成飛行隊は、東北民主連軍航空学校を設立して第二次国共内戦において中国共産党側につき、中国人民解放軍空軍の基礎を築いた。

### 関東軍が関係した戦闘・事件等
- 張作霖爆殺事件（1928年）
- 柳条湖事件（1931年）
- 満洲事変（1931年）
- ノモンハン事件（1939年）
- ソ連対日参戦（1945年）
  - 東安駅爆破事件 - 撤退に当たって弾薬を爆破処分した際、民間人多数が巻き込まれ死傷した事件。

## 基本情報
- 通称号：徳（徳兵団）
- 編成時期：1919年4月
- 最終位置：新京

## 人事
- 階級は全て就任時のもの。
- 昭和17年10月1日には軍から総軍への編制昇格に伴い、総司令官・総参謀長・総参謀副長と呼称変更。
- 昭和8年7月28日から昭和8年8月22日の間を除き関東軍司令官が満洲国在勤特命全権大使を兼ねた。

### 司令官・総司令官
1. 立花小一郎（大正8年 - 大正10年）
2. 河合操（大正10年 - 大正11年）
3. 尾野実信（大正11年 - 大正12年）
4. 白川義則（大正12年 - 昭和元年）
5. 武藤信義（昭和元年 - 昭和2年）
6. 村岡長太郎（昭和2年 - 昭和4年） - 張作霖爆殺事件
7. 畑英太郎（昭和4年 - 昭和5年）
8. 菱刈隆（昭和5年 - 昭和6年）
9. 本庄繁（昭和6年 - 昭和7年） - 満洲事変
10. 武藤信義（昭和7年 - 昭和8年）
11. 菱刈隆（昭和8年 - 昭和9年）
12. 南次郎（昭和9年 - 昭和11年）
13. 植田謙吉（昭和11年 - 昭和14年） - ノモンハン事件
14. 梅津美治郎（昭和14年 - 昭和19年） - 1942年以後、総司令官。
15. 山田乙三（昭和19年 - 昭和20年） - 終戦時の総司令官。ソ連軍によって抑留される。

### 参謀長・総参謀長
- 浜面又助少将（陸士4期：大正8年4月12日～大正10年3月11日）
- 福原佳哉少将（陸士5期：大正10年3月11日～大正12年8月6日）
- 川田明治少将（陸士10期：大正12年8月6日～大正14年12月2日）
- 斎藤　恒少将（陸士10期：大正14年12月2日～昭和3年8月10日）
- 三宅光治少将（陸士13期：昭和3年8月10日～昭和7年4月11日）
- 橋本虎之助少将（陸士14期 昭和7年4月11日～昭和7年8月8日）
- 小磯国昭中将（陸士12期 昭和7年8月8日～昭和9年3月5日）
- 西尾寿造中将（陸士14期 昭和9年3月5日～昭和11年3月23日）
- 板垣征四郎少将（陸士16期 昭和11年3月23日～昭和12年3月1日）
- 東條英機中将（陸士17期 昭和12年3月1日～昭和13年5月30日）
- 磯谷廉介中将（陸士16期 昭和13年6月18日～昭和14年9月7日）
- 飯村穣中将（陸士21期 昭和14年9月7日～昭和15年10月22日）
- 木村兵太郎中将（陸士20期 昭和15年10月22日～昭和16年4月10日）
- 吉本貞一中将（陸士20期 昭和16年4月10日～昭和17年8月1日）
- 笠原幸雄中将（陸士22期 昭和17年8月1日～昭和20年4月7日）
- 秦彦三郎中将（陸士24期：昭和20年4月7日～終戦）

### 参謀副長・総参謀副長
- 岡村寧次少将（陸士16期：昭和7年8月8日～昭和9年12月10日）
- 板垣征四郎少将（陸士16期：昭和9年12月10日～昭和11年3月23日）
- 今村均少将（陸士19期：昭和11年3月23日～昭和12年8月2日）
- 笠原幸雄少将（陸士22期：昭和12年8月2日～昭和12年9月27日）
- 石原莞爾少将（陸士21期：昭和12年9月27日～昭和13年12月5日）
- 矢野音三郎少将（陸士22期：昭和13年12月5日～昭和14年9月7日）
- 遠藤三郎少将（陸士26期：昭和14年9月7日～昭和15年3月9日）
- 秦彦三郎少将（陸士24期：昭和15年3月9日～昭和16年5月9日）
- 吉岡安直少将（陸士25期：昭和16年5月13日～昭和16年7月7日）
- 綾部橘樹少将（陸士27期：昭和16年7月7日～昭和17年7月1日）
- 秦彦三郎少将（陸士24期：昭和16年7月23日～昭和17年7月1日）
- 池田純久少将（陸士28期：昭和17年7月1日～昭和20年7月28日；情報・政策担当）
- 田村義富少将（陸士31期：昭和18年8月2日～昭和19年2月25日；作戦担当）
- 松村知勝少将（陸士33期：昭和20年3月1日～終戦；作戦担当）
- 四手井綱正中将（陸士27期：昭和20年7月29日～昭和20年8月18日；情報・政策担当、赴任途上の台湾で飛行機事故により殉職）

### 高級参謀・第1課長
※昭和6年10月5日から第1課長
- 香椎秀一（陸士6期：大正8年4月12日～大正8年6月28日）
- 高橋小藤治（陸士9期：大正8年6月28日～大正9年4月1日）
- 竹森正一（陸士11期：大正9年4月1日～大正11年8月15日）
- 松井七夫（陸士11期：大正11年8月15日～大正12年11月10日）
- 黒田周一（陸士14期：大正12年11月10日～大正15年3月2日）
- 河本大作（陸士15期：大正15年3月2日～昭和4年5月14日）
- 板垣征四郎（陸士16期：昭和4年5月14日～昭和6年10月5日）
- 石原莞爾（陸士21期：昭和6年10月5日～昭和7年8月8日）
- 斎藤弥平太（陸士19期：昭和7年8月8日～昭和8年8月1日）
- 塚田攻（陸士19期：昭和8年8月1日～昭和10年3月15日）
- 下村定（陸士20期：昭和10年3月15日～昭和10年12月2日）
- 坂西一良（陸士23期：昭和10年12月2日～昭和12年3月1日）
- 綾部橘樹（陸士27期：昭和12年3月1日～昭和12年10月30日）
- 安部克巳[11]（陸士28期：昭和12年10月30日～昭和14年3月9日）
- 寺田雅雄（陸士29期：昭和14年3月9日～昭和14年9月7日）
- 有末次（陸士31期：昭和14年9月7日～昭和15年10月10日）
- 田村義富（陸士31期：昭和15年10月10日～昭和18年8月2日）
- 松村知勝（陸士33期：昭和18年8月2日～終戦）

### 作戦主任参謀
- 浦澄江中佐（陸士16期：大正12年4月～大正15年3月）
- 役山久義中佐（陸士19期：大正15年8月6日～昭和3年10月10日）
- 石原莞爾中佐（陸士21期：昭和3年10月10日～昭和7年8月8日）
- 遠藤三郎少佐（陸士26期：昭和7年8月8日～昭和9年8月1日）
- 河辺虎四郎中佐（陸士24期：昭和9年8月1日～昭和10年8月1日）
- 綾部橘樹中佐（陸士27期：昭和10年8月1日～昭和12年10月30日）
- 欠員 （昭和12年10月30日～昭和13年3月1日）
- 岡部英一中佐（陸士31期：昭和13年3月1日～昭和14年3月9日）
- 服部卓四郎中佐（陸士34期：昭和14年3月9日～昭和14年9月7日）
- 中山源夫中佐（陸士32期：昭和14年9月7日～昭和15年8月1日）
- 武居清太郎中佐（陸士35期：昭和15年8月1日～昭和18年8月2日）
- 草地貞吾中佐（陸士39期：昭和18年8月2日～終戦）

### 情報主任参謀・第2課長
※昭和16年10月5日から第2課長
- 桜田武（陸士25期：大正14年8月7日～昭和3年8月10日）
- 花谷正（陸士26期：昭和3年8月10日～昭和4年8月）
- 新井匡夫（陸士26期：昭和4年8月～昭和6年10月5日）
- 板垣征四郎（陸士16期：昭和6年10月5日～昭和7年8月8日）
- 喜多誠一（陸士19期：昭和7年8月8日～昭和9年8月1日）
- 石本寅三（陸士23期：昭和9年8月1日～昭和10年8月1日）
- 河辺虎四郎（陸士24期：昭和10年8月1日～昭和11年6月19日）
- 武藤章（陸士25期：昭和11年6月19日～昭和12年3月1日）
- 冨永恭次（陸士25期：昭和12年3月1日～昭和13年3月1日）
- 山岡道武（陸士30期：昭和13年3月1日～昭和14年4月20日）
- 磯村武亮（陸士30期：昭和14年4月20日～昭和15年11月9日）
- 甲谷悦雄（陸士36期：昭和15年11月9日～昭和16年2月4日）
- 西村敏雄（陸士32期：昭和16年2月4日～昭和17年8月20日）
- 武田功（陸士34期：昭和17年8月20日～昭和19年10月31日）
- 大越兼二（陸士36期：昭和19年10月31日～昭和20年4月10日）
- 浅田三郎（陸士36期：昭和20年4月10日～終戦）

### 後方主任参謀・第3課長
※昭和16年10月5日から第3課長
- 竹下義晴（陸士23期：昭和6年10月5日～昭和7年8月8日）
- 原田熊吉（陸士22期：昭和7年8月8日～昭和10年8月1日）
- 永津佐比重（陸士23期：昭和10年8月1日～昭和11年3月15日）
- 竹下義晴（陸士23期：昭和11年3月15日～昭和12年10月13日）
- 中野良次（陸士29期：昭和12年12月1日～昭和14年3月9日）[12]
- 磯矢伍郎（陸士29期：昭和14年4月20日～昭和15年8月1日）
- 青木一枝（陸士33期：昭和15年8月1日～昭和16年9月11日）
- 村中嘉二郎（陸士33期：昭和16年9月11日～昭和18年8月2日）
- 中島義雄（陸士36期：昭和18年8月2日～昭和19年2月7日）
- 谷岩蔵（陸士37期：昭和20年1月12日～終戦）

### 政策主任参謀・第4課長
※昭和16年10月5日から第4課長
- 松井太久郎（陸士22期：昭和6年10月5日～昭和7年2月17日）
- 坂田義郎（陸士21期：昭和7年2月17日～昭和8年8月28日）
- 秋山義隆（陸士24期：昭和8年8月28日～昭和9年8月1日）
- 欠員 （昭和9年8月1日～昭和12年3月1日）
- 片倉衷少佐（陸士31期：昭和12年3月1日～昭和14年8月1日）
- 黒川邦輔中佐（陸士32期：昭和14年8月1日～昭和17年2月14日）
- 小尾哲三大佐（陸士34期：昭和17年2月14日～昭和19年10月14日）
- 原善四郎中佐（陸士40期：昭和19年10月14日～昭和20年8月7日）
- 宮本悦雄大佐（陸士38期：昭和20年8月7日～終戦）

### 報道部長
※報道部長は参謀の発令を受ける
- 甲谷悦雄（陸士36期：昭和15年8月1日～昭和15年11月9日）
- 長谷川宇一（陸士32期：昭和15年12月2日～終戦）

### 経理部長
- 佐野会輔：主計総監（昭和5年12月22日～昭和8年8月1日）
- 鈴木熊太郎：一等主計正（昭和8年8月1日～昭和11年12月1日）
- 矢部潤二：主計監（昭和11年12月1日～昭和14年8月1日）
- 古野好武：主計少将（昭和14年8月1日～昭和20年7月5日）
- 栗橋保正：主計中将（昭和20年7月5日～終戦）

### 軍医部長
- 伊藤賢三：軍医監（昭和6年8月1日～昭和9年3月5日）
- 梶井貞吉：軍医監（昭和9年3月5日～昭和10年8月1日）
- 石黒大介：軍医監（昭和10年8月1日～昭和11年8月1日）
- 出井淳三：軍医総監（昭和11年8月1日～昭和13年3月1日）
- 斎藤干城：軍医少将（昭和13年3月1日～昭和14年12月1日）
- 梶塚隆二：軍医少将（昭和14年12月1日～終戦）

### 獣医部長
※以下、『日本陸海軍総合事典』第2版、350頁による。
- 田崎武八郎：一等獣医正（昭和5年3月6日～昭和7年12月7日）
- 渡辺中：一等獣医正（昭和7年12月7日～昭和10年8月1日）
- 田崎武八郎：獣医監（昭和10年8月1日～昭和12年3月1日）
- 欠：（昭和12年3月2日～昭和12年8月1日）
- 町山博多：獣医少将（昭和12年8月2日～昭和15年3月9日）
- 武富三郎：獣医少将（昭和15年3月9日～昭和16年3月1日）
- 高橋隆篤：獣医少将（昭和16年3月1日～終戦）※1942年12月1日獣医中将[13]

### 法務部長
- 大山文雄（昭和4年6月21日～昭和7年12月19日）
- 竹沢卯一（昭和7年12月19日～?）
- 匂坂春平 陸軍法務官（昭和13年1月20日～昭和15年3月29日）
- 松本倭文雄 法務少将（昭和15年3月29日～昭和20年4月20日）
- 小幡通徳 法務少将（昭和20年4月20日～終戦）

### 補給監
※補給監は昭和17年10月20日に新設され、参謀長が兼任した。

### 補給監部参謀長
- 高田清秀大佐（陸士29期：昭和17年10月20日～昭和18年8月2日）
- 田村義富少将（陸士31期：昭和18年8月2日～昭和19年2月25日）
- 佐藤傑少将（陸士29期：昭和19年2月25日～終戦）

### 特種情報部長
※昭和13年8月1日に参謀部第2課別班として設置され、研究部と俗称された。

※昭和16年5月15日に特種情報部に改編

※昭和19年6月30日に特種情報隊に改編
- 大久保俊次郎大佐（陸士24期：昭和13年8月1日～昭和17年8月1日）
- 深堀游亀少将（陸士28期：昭和17年8月1日～昭和18年6月10日）
- 小松巳三雄大佐（陸士29期：昭和18年6月10日～終戦）

### 築城部長
※創設当初は関東軍参謀部第2別班と称した。

※昭和16年5月31日築城部へ改編

※昭和20年5月25日建設団へ改編
- 前田正実大佐（陸士25期：昭和12年7月5日～昭和13年2月1日）
- 河田末三郎大佐（陸士25期：昭和13年2月1日～昭和17年8月10日）
- 久保禎三少将（陸士28期：昭和17年8月10日～昭和18年6月10日）
- 花井京之助大佐（陸士32期：昭和19年7月15日～終戦）

### 化学部長
※昭和14年8月1日に技術部から独立
- 勝村福治郎大佐（陸士27期：昭和14年8月1日～昭和14年11月1日）
- 小柳津政雄大佐（陸士28期：昭和14年11月1日～昭和15年12月2日）
- 宮本清一大佐（陸士29期：昭和15年12月2日～昭和18年1月18日）
- 山脇正男少将（陸士28期：昭和18年1月18日～昭和19年6月20日）
- 秋山金正少将（陸士30期：昭和19年6月20日～昭和20年7月28日）
- 丹羽利男大佐（陸士34期：昭和20年7月28日～終戦）

### 防疫給水部長
※関東軍防疫給水部の項参照

### 軍馬防疫廠
※関東軍軍馬防疫廠の項参照

### 大陸鉄道司令官
※関東軍野戦鉄道司令官として設置

※昭和19年12月16日大陸鉄道司令官と改称
- 舞伝男少将（陸士19期：昭和12年8月20日～昭和14年3月9日）
- 草場辰巳中将（陸士20期：昭和14年3月9日～昭和15年10月1日）
- 横山静雄中将（陸士24期：昭和15年10月1日～昭和17年6月26日）
- 木村経広中将（陸士23期：昭和17年8月31日～昭和18年12月27日）
- 鎌田銓一少将（陸士29期：昭和18年12月27日～昭和19年12月16日）
- 草場辰巳 予備役中将（陸士20期：昭和19年12月16日～終戦）

### その他の主要な参謀
（順不同：主任参謀（課長レベル）になっていない者）
- 辻政信大尉（13年より少佐）：昭和11年4月〜12年8月、11月〜39年9月
- 田中隆吉中佐：参謀部第2課兵要地誌班長（蒙古工作担当）、昭和10年3月〜昭和12年8月
- 朝枝繁春少佐：昭和17年7月〜昭和19年3月（うち昭和18年12月〜昭和19年2月までソ連に出張）
- 竹田宮恒徳王中佐：昭和18年3月〜
- 瀬島龍三中佐：昭和20年7月1日〜

### 高級副官
- 小林隆大佐：昭和12年8月2日〜昭和14年3月

### 司令部附
※ 満洲国軍への出向者は満洲国軍軍事顧問の項参照
- 安藤麟三少佐（8月6日に陸軍砲兵中佐）：大正15年2月18日〜昭和3年11月
- 有村恒道大佐：昭和10年8月1日〜11年6月
- 畑勇三郎少将：昭和14年11月〜

なお網羅的な資料が存在しないため、関東軍の全ての時代の参謀の氏名を把握することはできない。

## 関東軍総司令部の編制
- 参謀部
  - 第1課
  - 第2課
  - 第3課
  - 第4課
- 経理部
- 軍医部
- 獣医部
- 法務部
- 補給監部

## 昭和16年（1941年）12月の所属部隊
- 第3軍
  - 第9師団
  - 第12師団
  - 第57師団
  - 第4独立守備隊
  - 第1国境守備隊
  - 第1戦車団[14]
- 第4軍
  - 第1師団
  - 第8独立守備隊
  - 第5国境守備隊
  - 第6国境守備隊
  - 第7国境守備隊
  - 第13国境守備隊[14]
- 第5軍
  - 第11師団
  - 第24師団
  - 第6独立守備隊
  - 第4国境守備隊
  - 第12国境守備隊
  - 第2戦車団[13]
- 第6軍
  - 第14師団
  - 第23師団
  - 第8国境守備隊
  - 騎兵第3旅団
  - 第1工兵隊[14]
- 第20軍
  - 第8師団
  - 第25師団
  - 第2国境守備隊
  - 第3国境守備隊
  - 第10国境守備隊
  - 第11国境守備隊[14]
- 関東防衛軍
  - 関東防衛軍司令部
  - 第1独立守備隊
  - 第2独立守備隊
  - 第3独立守備隊
  - 第5独立守備隊
  - 第9独立守備隊[14]
- 航空兵団
  - 航空兵团司令部
  - 第2飛行集団
  - 第9飛行団
  - 第13飛行団
  - 白城子陸軍飛行学校教導飛行団[14]
- 直属部隊
  - 第10師団
  - 第28師団
  - 琿春守備隊
  - 阿爾山駐屯隊
  - 旅順要塞[14]

## 終戦時の所属部隊
- 第1方面軍
  - 第3軍
    - 第79師団
    - 第112師団
    - 第127師団
    - 第128師団
    - 独立混成第132旅団
    - 羅津要塞司令部

  - 第5軍
    - 第124師団
    - 第126師団
    - 第135師団
    - 第15国境守備隊
    - 第1工兵隊司令部

  - 第122師団
  - 第134師団
  - 第139師団
  - 関東軍第2特別警備隊
- 第3方面軍
  - 第30軍
    - 第39師団
    - 第125師団
    - 第138師団
    - 第148師団
    - 第2工兵隊司令部

  - 第44軍
    - 第63師団
    - 第107師団
    - 第117師団
    - 独立戦車第9旅団

  - 第108師団
  - 第136師団
  - 独立混成第79旅団
  - 独立混成第130旅団
  - 独立混成第134旅団
  - 独立戦車第1旅団
  - 関東州警備司令部
  - 第22野戦高射砲隊司令部
  - 関東第1特別警備隊
- 第17方面軍
  - 第58軍
    - 第96師団
    - 第111師団
    - 第121師団
    - 独立混成第108旅団
    - 第12砲兵司令部

  - 第120師団
  - 第150師団
  - 第160師団
  - 第320師団
  - 独立混成第127旅団
  - 第12工兵隊司令部
  - 釜山要塞司令部
  - 麗水要塞司令部
  - 第12野戦輸送司令部
- 第4軍
  - 第119師団
  - 第123師団
  - 第149師団
  - 独立混成第80旅団
  - 独立混成第131旅団
  - 独立混成第135旅団
  - 独立混成第136旅団
- 第34軍
  - 第59師団
  - 第137師団
  - 独立混成第133旅団
  - 永興湾要塞司令部
- 大陸鉄道司令部
  - 関東軍鉄道隊司令部
  - 朝鮮鉄道隊司令部
  - 鉄道第19連隊
  - 鉄道第20連隊
- 関東軍直属部隊
  - 関東軍兵事部
  - 関東軍化学部（満洲第516部隊）
  - 関東軍防疫給水部（満洲第659部隊）
    - 本部（満洲第731部隊）
    - 牡丹江支部（満洲第643部隊）
    - 林口支部（満洲第162部隊）
    - 孫呉支部（満洲第673部隊）
    - 海拉爾支部（満洲第543部隊）
    - 大連支部（満洲第319部隊）

  - 関東軍軍馬防疫廠（満洲第100部隊）
  - 関東軍補給部
  - 関東憲兵隊司令部
  - 関東軍通信隊司令部
  - 関東軍建設団司令部
  - 関東軍情報部
  - 関東軍特種情報部
  - 関東軍水上司令部
  - 関東軍技術部
  - 関東軍測量部
  - 機動第1旅団